# ケルビン・カストロ
ケルビン・アレクサンダー・カストロ（Kervin Alexander Castro ,1999年2月7日 - ）は、ベネズエラ共和国アラグア州マラカイ出身のプロ野球選手（投手）。右投右打。MLBのデトロイト・タイガース傘下所属。

## 経歴
ベネズエラのマラカイで誕生した。15歳のときに球速88mph（約142km/h）を記録した。

### ジャイアンツ時代
2015年にアマチュアFAでサンフランシスコ・ジャイアンツと契約した。元々は捕手だったが、投手に転向した。  
2016年は、ドミニカン・サマーリーグ・ジャイアンツでプレーした。3勝1敗、防御率4.71を記録した。
2017年は、トミー・ジョン手術を受けて全休した。
2018年は、前年の手術の影響で1試合のみの登板だった。
2019年は、A-級のセーラムカイザー・ボルケーノズでプレーした。14試合に先発して5勝3敗、防御率2.66を記録した。
2020年シーズンの終了後にロースターに追加された。
2021年は、主に傘下AAA級のサクラメント・リバーキャッツでプレーした。9月6日にメジャーに昇格し、9月7日のコロラド・ロッキーズ戦でメジャー初登板を果たした。2イニングを無失点に抑えた。メジャーでは10試合に登板して1勝1敗、防御率0.00だった。ポストシーズンでも、ナショナルリーグディビジョンシリーズで2試合に登板し、無失点に抑えた。
2022年8月1日にDFAになった。

### カブス時代
2022年8月2日にウェイバー公示を経てシカゴ・カブスへ移籍した。

## 投球スタイル
球速97mph（約156km/h）に達する速球に加え、カーブやチェンジアップなどの変化球を投げる。

## 詳細情報

### 年度別投手成績
| 年 度    | 球 団    | 登 板 | 先 発 | 完 投 | 完 封 | 無 四 球 | 勝 利 | 敗 戦 | セ 丨 ブ | ホ 丨 ル ド | 勝 率 | 打 者 | 投 球 回 | 被 安 打 | 被 本 塁 打 | 与 四 球 | 敬 遠 | 与 死 球 | 奪 三 振 | 暴 投 | ボ 丨 ク | 失 点 | 自 責 点 | 防 御 率 | W H I P |
| -------- | -------- | ----- | ----- | ----- | ----- | -------- | ----- | ----- | -------- | ----------- | ----- | ----- | -------- | -------- | ----------- | -------- | ----- | -------- | -------- | ----- | -------- | ----- | -------- | -------- | ------- |
| 2021     | SF       | 10    | 0     | 0     | 0     | 0        | 1     | 1     | 0        | 0           | .500  | 56    | 13.1     | 13       | 0           | 4        | 1     | 0        | 13       | 0     | 0        | 1     | 0        | 0.00     | 1.28    |
| 2022     | SF       | 2     | 0     | 0     | 0     | 0        | 0     | 0     | 0        | 0           | ----- | 11    | 1.2      | 4        | 0           | 2        | 0     | 0        | 4        | 0     | 0        | 5     | 5        | 27.00    | 3.60    |
| 2022     | CHC      | 8     | 0     | 0     | 0     | 0        | 0     | 1     | 0        | 0           | .000  | 46    | 10.2     | 11       | 3           | 5        | 0     | 0        | 7        | 0     | 0        | 9     | 9        | 7.59     | 1.50    |
| '22計    | CHC      | 10    | 0     | 0     | 0     | 0        | 0     | 1     | 0        | 0           | .000  | 57    | 12.1     | 15       | 3           | 7        | 0     | 0        | 11       | 0     | 0        | 14    | 14       | 10.22    | 1.78    |
| MLB：2年 | MLB：2年 | 20    | 0     | 0     | 0     | 0        | 1     | 2     | 0        | 0           | .333  | 113   | 25.2     | 28       | 3           | 11       | 1     | 0        | 24       | 0     | 0        | 15    | 14       | 4.91     | 1.52    |

- 2022年度シーズン終了時

### 背番号
- 76（2021年 - 2022年）
- 74（2022年 - ）